# Route métropolitaine 963 (Toulouse Métropole)
Pour les articles homonymes, voir Route 963.
La route métropolitaine 963 (M963) est un projet de nouvelle route métropolitaine de Toulouse Métropole, qui serait intégralement située sur la commune de Cornebarrieu.
D'une longueur de 785 mètres, elle relierait la route nationale 224, faisant partie de l'itinéraire à grand gabarit, au rond-point des routes métropolitaines 1 et 63e.

## Histoire
Le projet a d'abord été lancé par le département de la Haute-Garonne, projetée alors en tant que route départementale 963.
Au moment du transfert de l'ensemble du réseau routier départemental situé sur le territoire de Toulouse Métropole à cette dernière le 1er janvier 2017, cet axe n'était toujours pas construit. En 2023, des concertations et réunions publiques ont été organisées concernant le projet, devenu alors route métropolitaine 963,.

## Tracé prévu
Le parcours retenu, parmi plusieurs variantes, après la concertation publique est le suivant, :
- Carrefour giratoire entre M 963 et N 224
- Croisement possible avec la rue du Casse
- Carrefour giratoire entre M 963, M 1 et M 63e

La M963 serait naturellement prolongée par la M63e, déjà construite.